# Mala herba cito crescit
Mala herba cito crescit: frase latina, il cui significato letterale è: «l'erba cattiva cresce velocemente» e il senso traslato «è più facile fare il male che il bene».
Presumibilmente la frase - che non è di un autore classico - nasce riferendosi alla parabola della zizzania, oppure dalla constatazione pratica che le erbacce sembrano sempre crescere senza alcun problema.